# Ci (grup humà)
Els cis són els membres d'un grup ètnic que parlen gbe, ci i que viuen sobretot al municipi de Lalo, al departament de Kouffo, a Benín. Segons l'ethnologue el 2002 hi havia 25.000 gbe, cis i segons el joshuaproject n'hi ha 39.500. Formen part del grup d'ètnies guineanes i el seu codi ètnic és NAB59e i el seu ID és 18812.
El 70% dels cis són cristians i el 30% creuen en religions africanes tradicionals. Dels cristians, el 70% són catòlics, el 20% són protestants, el 8% pertanyen a esglésies independents i el 2% són considerats altres cristians. El 8% dels cristians, segons el joshuaproject, són evangelistes.